# 북제 폐제
제남민도왕 고은(濟南愍悼王 高殷, 545년 ~ 561년)은 중국 남북조 시대 북제의 제2대 황제(재위: 559년 ~ 560년)이다. 자(字)는 정도(正道). 문선제 고양의 장남이다.

## 생애
550년 북제가 건국되자 황태자가 되었다. 총명하였고 한학(漢學)에 능통했지만, 아버지 문선제 고양은 자신을 닮지 않았다고 하여 그를 외면하였다. 558년 부황 문선제 고양과 함께 여러 명의 유학자들을 모아서 경연을 하였으며, 효경(孝經)을 강의하였다. 문선제 고양이 금봉대(金鳳臺)에 올라갔을 때, 고은에게 직접 죄수를 베어내라고 했지만 고은은 난색을 보였고, 죄수를 베어내지 않았다. 이에 격분한 고양이 고은에게 혼을 내었는데, 고은은 그 뒤에 말더듬이가 되었고, 정신질환을 앓았다.
559년 10월 문선제 고양이 승하를 하자, 진양의 선덕전에서 황제에 즉위했다. 양음(楊愔), 연자헌(燕子獻), 송흠도(宋欽道) 등 신하등에게 보필을 받았다. 11월 곡률금(斛律金)을 좌승상, 상산왕 고연(高演)을 태부, 장굉왕 고담(高湛)을 태위, 단소(段韶)를 사도에 각각 임명한다. 560년 2월 고연을 태사로, 고담을 대사마로 임명했다. 고연은 조칙을 속이고 양음과 연자헌 일당을 죽였다. 고연이 대승상이 되고 권력을 잡았다. 8월, 태황태후가 내린 명에 의해서 고은은 폐위되고, 제남왕(齊南王)으로 강봉되었다.
561년 9월 진양에서 살해되었다.

## 가족 관계

### 조부모와 부모
- 조부 : 고조(高祖) 신무황제(神武皇帝) 고환(高歡)
- 조모 : 무명황후(武明皇后) 누소군(婁昭君)
- 부친 : 현조(顯祖) 문선황제(文宣皇帝) 고양(高洋)
- 모친 : 황후(皇后) 이조아(李祖娥)

### 후비
- 제남왕비(濟南王妃) 이난승(李難勝) (549년 ~ 570년)
- 양제(良娣) 정씨(鄭氏)

## 기년
| 폐제        | 원년            |
| ----------- | --------------- |
| 서력 (西曆) | 560년           |
| 간지 (干支) | 경진(庚辰)      |
| 연호 (年號) | 건명(乾明) 원년 |